# Архитектурный ансамбль

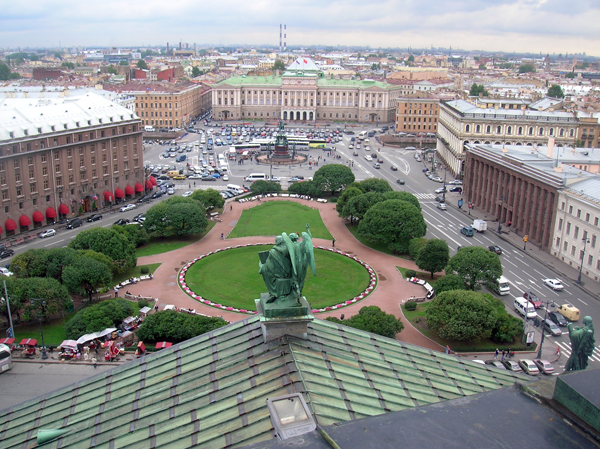
Ансамбль Исаакиевской площади (Санкт-Петербург)

Архитекту́рный анса́мбль (от фр. ensemble — целостность, связность, единство) — по определению БСЭ, «гармоническое единство пространственной композиции зданий, инженерных сооружений (мосты, набережные и др.), произведений монументальной живописи, скульптуры и садово-паркового искусства».

## Описание
Образ архитектурного ансамбля зависит от смены освещения, времени года, присутствия людей. Важным элементом ансамбля может служить ландшафт. При этом ключевую роль может играть рельеф местности (например, для церквей, которые строились на высоком берегу Волги). Очень часто архитектурные ансамбли включают водоёмы.

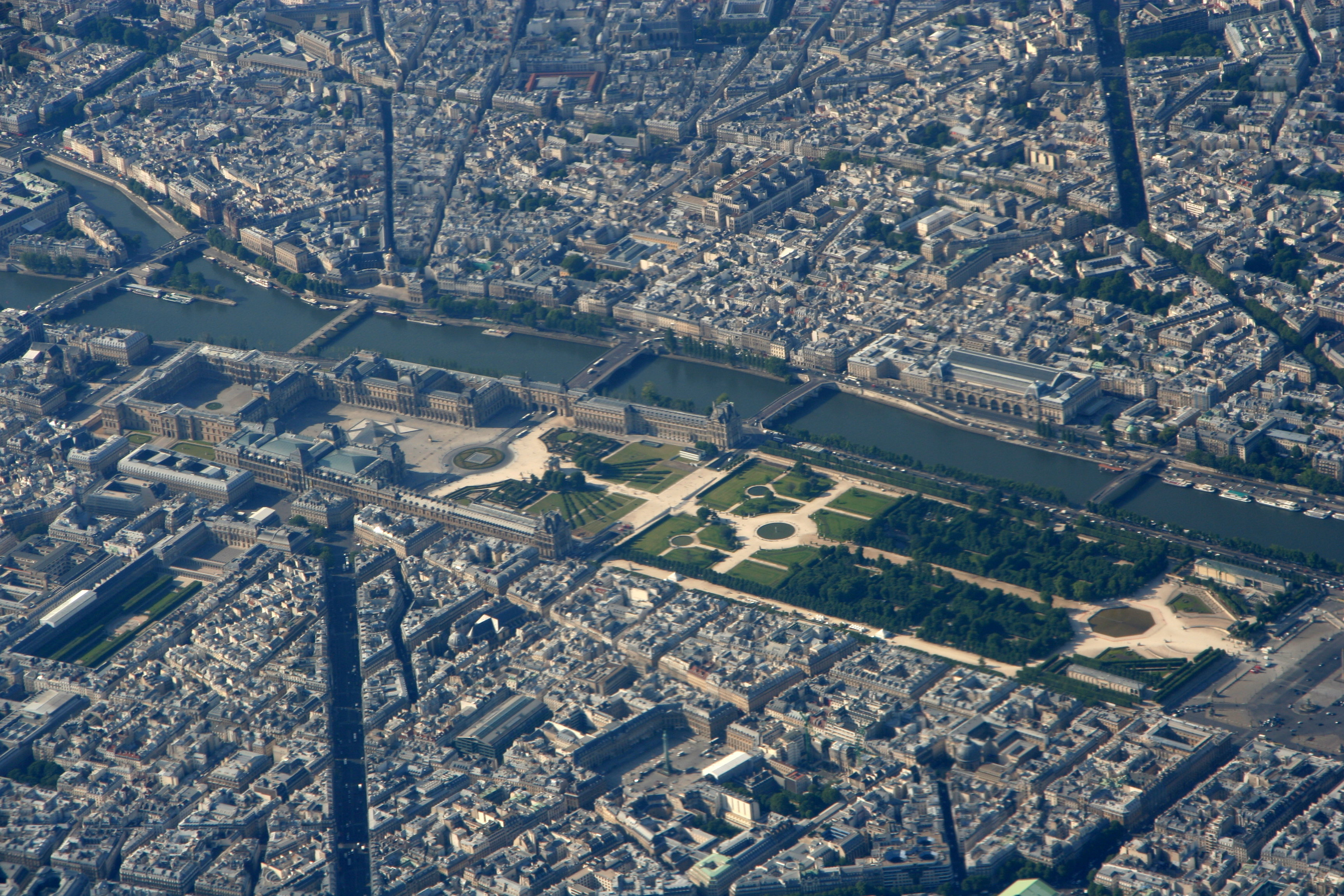
Ансамбль Лувра (Париж)

Архитектурные ансамбли возникают при условии единого пространственного решения комплекса.
Существуют архитектурные ансамбли, созданные единовременно, по единому плану и ансамбли, складывающиеся годами, усилиями многих зодчих, бережно дополняющих складывающуюся композицию так, что новые элементы органически сочетаются со старыми. Классическими примерами таких ансамблей могут служить Площадь святого Марка в Венеции и Дворцовая площадь в Санкт-Петербурге.
Часто в композицию архитектурного ансамбля включаются не только здания и элементы ландшафта, но и скульптуры, памятники. Примером таких ансамблей могут служить Сенатская площадь с фигурой Медного всадника и Исаакиевская площадь с памятником Николаю I (Санкт-Петербург).

## Некоторые типы архитектурных ансамблей
- Ансамбль площади (Площадь Сан-Марко в Венеции, Дворцовая площадь в Санкт-Петербурге, Красная площадь в Москве, Староместская площадь в Праге, Площадь Регистан  в Самарканде, Ляби-Хауз и Пои -Калян в Бухаре и др.)
- Ансамбль крепости (Московский кремль, Пражский Град, Альгамбра в Гранаде)
- Дворцово-парковый ансамбль (Версаль, Петергоф)
- Усадебный ансамбль (Архангельское, Останкино)
- Монастырский ансамбль (Монастырь Святой Екатерины на Синае, Киево-Печерская лавра, Гегард)